# Haudiomont
Haudiomont és un municipi francès situat al departament del Mosa i a la regió del Gran Est. L'any 2007 tenia 223 habitants.

## Demografia

### Població
El 2007 la població de fet de Haudiomont era de 223 persones. Hi havia 76 famílies, de les quals 24 eren unipersonals (16 homes vivint sols i 8 dones vivint soles), 16 parelles sense fills, 32 parelles amb fills i 4 famílies monoparentals amb fills.
La població ha evolucionat segons el següent gràfic:
Habitants censats

### Habitatges
El 2007 hi havia 96 habitatges, 85 eren l'habitatge principal de la família, 4 eren segones residències i 7 estaven desocupats. 92 eren cases i 4 eren apartaments. Dels 85 habitatges principals, 66 estaven ocupats pels seus propietaris i 19 estaven llogats i ocupats pels llogaters; 1 tenia una cambra, 1 en tenia dues, 5 en tenien tres, 23 en tenien quatre i 54 en tenien cinc o més. 66 habitatges disposaven pel capbaix d'una plaça de pàrquing. A 34 habitatges hi havia un automòbil i a 40 n'hi havia dos o més.

### Piràmide de població
La piràmide de població per edats i sexe el 2009 era:
| Homes | Edats   | Dones |
| ----- | ------- | ----- |
| 0     | 95 o +  | 0     |
| 0     | 90 a 94 | 4     |
| 0     | 85 a 89 | 0     |
| 0     | 80 a 84 | 0     |
| 4     | 75 a 79 | 0     |
| 0     | 70 a 74 | 8     |
| 4     | 65 a 69 | 4     |
| 8     | 60 a 64 | 16    |
| 0     | 55 a 59 | 4     |
| 8     | 50 a 54 | 4     |
| 12    | 45 a 49 | 12    |
| 4     | 40 a 44 | 4     |
| 8     | 35 a 39 | 8     |
| 8     | 30 a 34 | 8     |
| 8     | 25 a 29 | 4     |
| 0     | 20 a 24 | 4     |
| 8     | 15 a 19 | 12    |
| 12    | 10 a 14 | 8     |
| 4     | 5 a 9   | 4     |
| 8     | 0 a 4   | 4     |

## Economia
El 2007 la població en edat de treballar era de 144 persones, 106 eren actives i 38 eren inactives. De les 106 persones actives 96 estaven ocupades (53 homes i 43 dones) i 9 estaven aturades (5 homes i 4 dones). De les 38 persones inactives 7 estaven jubilades, 15 estaven estudiant i 16 estaven classificades com a «altres inactius».

### Ingressos
El 2009 a Haudiomont hi havia 87 unitats fiscals que integraven 221 persones, la mediana anual d'ingressos fiscals per persona era de 16.123 €.

### Activitats econòmiques
Dels 15 establiments que hi havia el 2007, 1 era d'una empresa alimentària, 3 d'empreses de construcció, 4 d'empreses de comerç i reparació d'automòbils, 1 d'una empresa de transport, 1 d'una empresa d'hostatgeria i restauració, 1 d'una empresa immobiliària, 2 d'empreses de serveis i 2 d'empreses classificades com a «altres activitats de serveis».
Dels 5 establiments de servei als particulars que hi havia el 2009, 1 era un paleta, 1 guixaire pintor, 1 fusteria, 1 empresa de construcció i 1 restaurant.
L'únic establiment comercial que hi havia el 2009 era una llibreria.
L'any 2000 a Haudiomont hi havia 6 explotacions agrícoles que ocupaven un total de 318 hectàrees.

## Poblacions més properes
El següent diagrama mostra les poblacions més properes.